# Xian de Wuding
Le xian de Wuding (武定县 ; pinyin : Wǔdìng Xiàn) est un district administratif de la province du Yunnan en Chine. Il est placé sous la juridiction de la préfecture autonome yi de Chuxiong.

## Démographie
La population du district était de 258 280 habitants en 1999.